# Coppa Davis 2016 Zona Americana Gruppo III
Il Gruppo III della Zona America (Americas Zone) è il terzo e ultimo livello di competizione della zona Americana, una delle tre divisioni zonali della Coppa Davis 2016. I due vincitori sono ammessi al Gruppo II nel 2017.

## Nazioni partecipanti
- Bahamas
- Bermuda
- Bolivia
- Costa Rica
- Cuba

- Honduras
- Giamaica
- Panama
- Trinidad e Tobago

## Formula
Le nove nazioni partecipanti vengono suddivise in due gironi (uno da 4 squadre e uno da 5) in cui ciascuna squadra affronta le altre incluse nel proprio girone (Pool). Le prime due in classifica di ciascun girone si qualificano alle semifinali, dove la prima di un girone affronta la seconda dell'altro. Le due nazioni vincenti vengono promosse al Gruppo II, pertanto non si disputa alcuna finale.

## Pool
- Sede: Club de Tenis La Paz, La Paz, Bolivia (terra outdoor)
- Periodo: 11-16 luglio 2016

|   | Pool A (Dettagli) | Bolivia (bandiera) | Giamaica (bandiera) | Cuba (bandiera) | Panama (bandiera) |
| 1 | Bolivia (3-0)     |                    | 3-0                 | 3-0             | 3-0               |
| 2 | Giamaica (2-1)    | 0-3                |                     | 3-0             | 3-0               |
| 3 | Cuba (1-2)        | 0-3                | 0-3                 |                 | 3-0               |
| 4 | Panama (0-3)      | 0-3                | 0-3                 | 0-3             |                   |

|   | Pool B (Dettagli)       | Bahamas (bandiera) | Costa Rica (bandiera) | Honduras (bandiera) | Bermuda (bandiera) | Trinidad e Tobago (bandiera) |
| 1 | Bahamas (4-0)           |                    | 2-1                   | 2-1                 | 3-0                | 3-0                          |
| 2 | Costa Rica (3-1)        | 1-2                |                       | 2-1                 | 2-1                | 3-0                          |
| 3 | Honduras (2-2)          | 1-2                | 1-2                   |                     | 0-3                | 2-1                          |
| 4 | Bermuda (1-3)           | 0-3                | 1-2                   | 0-3                 |                    | 2-1                          |
| 5 | Trinidad e Tobago (0-4) | 0-3                | 0-3                   | 1-2                 | 1-2                |                              |

### Spareggi promozione

#### Bolivia vs. Costa Rica
| Bolivia 2 | Club de Tenis La Paz, La Paz, Bolivia 16 luglio 2016 Terra (outdoor) | Club de Tenis La Paz, La Paz, Bolivia 16 luglio 2016 Terra (outdoor)   | Costa Rica 0 |     |   |             |
| \| \| \| \| 1 \| 2 \| 3 \| \| \| - \| \| ---------------------------------------------------------------------- \| --- \| --- \| - \| ----------- \| \| 1 \| \| Federico Zeballos Ignaci Roca \| 6 2 \| 6 2 \| \| \| \| 2 \| \| Hugo Dellien Damion Johnson \| 6 4 \| 6 4 \| \| \| \| 3 \| \| Rodrigo Banzer / Alejandro Mendoza Pablo Nunez / Alvaro Daniel Riveros \| \| \| \| non giocato \| |                                                                      |                                                                        |              |     |   |             |
| |                                                                      |                                                                        | 1            | 2   | 3 |             |
| 1 | Bolivia (bandiera) · Costa Rica (bandiera)                           | Federico Zeballos Ignaci Roca                                          | 6 2          | 6 2 |   |             |
| 2 | Bolivia (bandiera) · Costa Rica (bandiera)                           | Hugo Dellien Damion Johnson                                            | 6 4          | 6 4 |   |             |
| 3 | Bolivia (bandiera) · Costa Rica (bandiera)                           | Rodrigo Banzer / Alejandro Mendoza Pablo Nunez / Alvaro Daniel Riveros |              |     |   | non giocato |

#### Giamaica vs. Bahamas
| Giamaica 0 | Club de Tenis La Paz, La Paz, Bolivia 16 luglio 2016 Terra (outdoor) | Club de Tenis La Paz, La Paz, Bolivia 16 luglio 2016 Terra (outdoor) | Bahamas 2 |     |     |             |
| \| \| \| \| 1 \| 2 \| 3 \| \| \| - \| \| -------------------------------------------------------------- \| --- \| --- \| --- \| ----------- \| \| 1 \| \| Damion Johnson Spencer Newman \| 6 3 \| 1 6 \| 5 7 \| \| \| 2 \| \| Rowland Phillips Baker Newman \| 1 6 \| 6 4 \| 5 7 \| \| \| 3 \| \| Dominic Pagon / Rowland Phillips Spencer Newman / Marvin Rolle \| \| \| \| non giocato \| |                                                                      |                                                                      |           |     |     |             |
| |                                                                      |                                                                      | 1         | 2   | 3   |             |
| 1 | Giamaica (bandiera) · Bahamas (bandiera)                             | Damion Johnson Spencer Newman                                        | 6 3       | 1 6 | 5 7 |             |
| 2 | Giamaica (bandiera) · Bahamas (bandiera)                             | Rowland Phillips Baker Newman                                        | 1 6       | 6 4 | 5 7 |             |
| 3 | Giamaica (bandiera) · Bahamas (bandiera)                             | Dominic Pagon / Rowland Phillips Spencer Newman / Marvin Rolle       |           |     |     | non giocato |

### V-VI posto

#### Cuba vs. Honduras
| Cuba 2 | Club de Tenis La Paz, La Paz, Bolivia 16 luglio 2016 Terra (outdoor) | Club de Tenis La Paz, La Paz, Bolivia 16 luglio 2016 Terra (outdoor) | Honduras 0 |     |   |             |
| \| \| \| \| 1 \| 2 \| 3 \| \| \| - \| \| -------------------------------------------------------------------- \| --- \| --- \| - \| ----------- \| \| 1 \| \| Osmel Rivera Granja Alejandro Obando \| 6 3 \| 6 4 \| \| \| \| 2 \| \| William Dorantes Sanchez Ricardo Pineda \| 6 1 \| 2 0 \| \| ritiro \| \| 3 \| \| Yasier Estrada / Osmel Rivera Granja Alejandro Obando / Keny Turcios \| \| \| \| non giocato \| |                                                                      |                                                                      |            |     |   |             |
| |                                                                      |                                                                      | 1          | 2   | 3 |             |
| 1 | Cuba (bandiera) · Honduras (bandiera)                                | Osmel Rivera Granja Alejandro Obando                                 | 6 3        | 6 4 |   |             |
| 2 | Cuba (bandiera) · Honduras (bandiera)                                | William Dorantes Sanchez Ricardo Pineda                              | 6 1        | 2 0 |   | ritiro      |
| 3 | Cuba (bandiera) · Honduras (bandiera)                                | Yasier Estrada / Osmel Rivera Granja Alejandro Obando / Keny Turcios |            |     |   | non giocato |

### VII-VIII posto

#### Panama vs. Bermuda
| Panama 0 | Club de Tenis La Paz, La Paz, Bolivia 16 luglio 2016 Terra (outdoor) | Club de Tenis La Paz, La Paz, Bolivia 16 luglio 2016 Terra (outdoor) | Bermuda 3 |     |   |  |
| \| \| \| \| 1 \| 2 \| 3 \| \| \| - \| \| ------------------------------------------------------------------- \| --- \| --- \| - \| \| \| 1 \| \| Alejandro Javier Arrue Martiz Gavin Manders \| 0 6 \| 2 6 \| \| \| \| 2 \| \| Brendan Cockburn Neal Towlson \| 1 6 \| 2 6 \| \| \| \| 3 \| \| Alejandro Benitez / Brendan Cockburn Jenson Bascome / Gavin Manders \| 1 6 \| 1 6 \| \| \| |                                                                      |                                                                      |           |     |   |  |
| |                                                                      |                                                                      | 1         | 2   | 3 |  |
| 1 | Panama (bandiera) · Bermuda (bandiera)                               | Alejandro Javier Arrue Martiz Gavin Manders                          | 0 6       | 2 6 |   |  |
| 2 | Panama (bandiera) · Bermuda (bandiera)                               | Brendan Cockburn Neal Towlson                                        | 1 6       | 2 6 |   |  |
| 3 | Panama (bandiera) · Bermuda (bandiera)                               | Alejandro Benitez / Brendan Cockburn Jenson Bascome / Gavin Manders  | 1 6       | 1 6 |   |  |

## Verdetti
- Promosse al Gruppo II:  Bolivia -  Bahamas